# Kyron Johnson
Kyron Johnson (Arlington, 24 luglio 1999) è un giocatore di football americano statunitense che milita nel ruolo di outside linebacker per i Philadelphia Eagles della National Football League (NFL).

## Carriera

### Philadelphia Eagles
Al college Johnson giocò a football all'Università del Kansas. Fu scelto nel corso del sesto giro (181º assoluto) nel Draft NFL 2022 dai Philadelphia Eagles. Debuttò come professionista subentrando nella gara del primo turno contro i Detroit Lions e mettendo a segno un tackle. La sua stagione da rookie si chiuse con 8 placcaggi disputando 16 partite, nessuna delle quali come titolare.

## Palmarès
- National Football Conference Championship: 1

Philadelphia Eagles: 2022